# Híres belgák listája
Az alábbi listában Belgiumhoz, illetve a mai Belgium állam bármikori területéhez kötődő személyek szerepelnek, állampolgárságuktól függetlenül.
| Ábécé szerinti tartalomjegyzék                                                                           |
| --- |
| A, Á B C Cs D Dz Dzs E, É F G Gy H I, Í J K L Ly M N Ny O, Ó Ö, Ő P Q R S Sz T Ty U, Ú Ü, Ű V W X Y Z Zs |

## A, Á
- Jean Absil zeneszerző
- Salvatore Adamo – Belgiumban élő olasz énekes
- Philippe Adams – autóversenyző, Formula–1
- Magda Aelvoet politikus
- Mario Aerts kerékpárversenyző
- I. Albert belga király
- II. Albert belga király
- Alex Agnew humorista
- Chantal Akerman filmrendező
- Philippe Albert – labdarúgó
- Pierre Alechinsky – festő, Cobra-tag
- Florent Alpaerts zeneszerző
- Albert Alsteen (1916–) nemzetközi labdarúgó-játékvezető.
- Ambiorix – gall hadúr
- Bert Anciaux politikus
- Vic Anciaux politikus
- Nicolas Ancion költő
- William Ancion politikus
- Eric André politikus
- Joseph André, pap, "Világ Igaza"
- Gerolf Annemans politikus
- Bernard Anselme politikus
- Gentil Theodoor Antheunis (1840–1907) író
- Aimé Anthuenis – labdarúgóedző
- André Antoine politikus
- Sabine Appelmans teniszező
- Marie Arena politikus
- Pieter Aspe (1953–2021) író

## B
- Leo Hendrik Baekeland – a bakelit feltalálója
- I. Baldvin belga király
- I. Baldvin konstantinápolyi latin császár – a Konstantinápolyi Latin Császárság első nyugati uralkodója
- Tom Barman filmrendező
- Walter Baseggio – labdarúgó
- Roger Bastin (1913–1986) építész
- Henry Bauchau (1913-2012) író
- Patrick Bauchau színész
- Pieter Jan Beckx, a 22. jezsuita főgenerális
- Stéphane Beel építész
- Auguste Beernaert – Nobel-békedíjas politikus (1908)
- Ivo Belet politikus
- Bruno Belvaux színházi rendező
- Lucas Belvaux (1961) filmrendező
- Rémy Belvaux filmrendező (Man Bites Dog)
- Nordine Ben Allal – hírhedt bűnöző (többszörös szökés)
- Peter Benoit zeneszerző
- Georges Berger – autóversenyző, Formula–1
- Anton Bergmann (1835–1874) író
- André Bertouille politikus
- Luc Beyer de Ryke politikus
- Ward Beysen politikus
- Lucien Bianchi – autóversenyző, Formula–1
- Laurence Bibot humorista
- Gilles Binchois zeneszerző
- Jean Blaute – rendező
- Gérard Blitz (1901–1979) – vízilabdázó, olimpiai érmes
- Gérard Blitz (1912–1990) – vízilabdázó, a Club Med alapítója
- Maurice Blitz – vízilabdázó, olimpikon
- Philipp Blommaert (1809–1871) író
- Delphine Boël szobrász
- Tom Boin kerékpár-versenyző
- Jean Bolland – hagiográfus
- Francy Boland – dzsessz-zongorista, hangszerelő
- André Bonzel filmrendező (Man Bites Dog)
- Louis Paul Boon (1912–1979) író
- Jules Bordet – Nobel-díjas – gyógyszerészeti, 1919
- Fons Borginon politikus
- Jean-Marc Bosman – labdarúgó
- Madani Bouhouche hírhedt bűnöző
- Bouillon Gottfried – keresztes lovag, Jeruzsálem 1099-es elfoglalása után a Jeruzsálemi Királyság első uralkodója
- Jean Bourgain matematikus
- Thierry Boutsen autóversenyző
- Jacques Brel énekes
- Frederika Brepoels politikus
- Pieter Brueghel festő
- Gaston Briart – geológus
- Toni Brogno – labdarúgó
- Herman Brusselmans (1957) író
- Johan Bruyneel kerékpárversenyző
- Cyriel Buysse (1859–1932) író
- Jan Bucquoy filmrendező
- Thomas Buffel – labdarúgó
- Willy Burgeon politikus
- Philippe Busquin politikus

## C
- Robert Cailliau – információs és kontrollmérnök
- Brigitta Callens modell
- Els Callens teniszező
- Philippe Callens koreográfus
- Emile Cammaerts (1878–1953) író
- Robert Campin festő
- René Carcan szobrász
- Pierre Carette – terrorista
- Henri Carton de Wiart politikus
- Ivan Caryll zeneszerző
- Eugène Charles Catalan matematikus
- Jan Ceulemans – labdarúgóedző
- Jos Chabert politikus
- Erika Chaffart keramikus
- Marcel Cheron politikus
- Petrus Christus festő
- May Claerhout szobrász
- Ernest Claes (1885–1968) író
- Johnny Claes – autóversenyző, Formula–1
- Willy Claes politikus
- Philip Claeys politikus
- Albert Claude – orvosi Nobel-díjas (1974)
- Émile Claus – impresszionista festő
- Hugo Claus (1929) író
- Georges Clerfayt politikus
- Kim Clijsters – teniszező, Grand Slam egyéni bajnok
- Lei Clijsters – labdarúgó, edző
- Alex Close kerékpár-versenyző
- Armand Coeck zeneszerző
- Guy Coëme politikus
- Alfred Cogniaux (1841–1916) botanikus
- Bernard Cogniaux színházi rendező, színész
- Alexandra Colen politikus
- Edgard Colle – sakkozó
- Robert Collignon politikus
- Stijn Coninx filmrendező
- Hendrik Conscience (1812–1883) író
- André Cools politikus
- Rik Coolsaet politológus
- Gérard Cooreman politikus
- Bruno Coppens humorista
- Raf Coppens humorista
- Gérard Corbiau filmrendező
- Anne-Marie Corbisier politikus
- Julio Cortázar, Brüsszelben született argentin író
- Rene Coucke flamand szobrász
- Joanna Courtmans (1811–1890) író
- Gaspar de Crayer (1584-1669) festő
- Elise Crombez modell
- Fernand Crommelynck író
- Guy Cudell politikus

## D
- Hilde Daem építész
- Joan Daemen – kriptográfus (Advanced Encryption Standard (AES), Rijndael)
- Koen Daerden – labdarúgó
- Michel Daerden politikus
- François d’Aguilon – matematikus és fizikus (optika)
- Amand Dalem politikus
- André Damseaux politikus
- William Damseaux üzletember
- Suzanne Danco énekesnő (szoprán)
- Jules Joseph d’Anethan politikus
- José Daras politikus
- Jean-Pierre Dardenne filmrendező
- Luc Dardenne filmrendező
- Ingrid Daubechies matematikus és fizikus
- Johan Michiel Dautzenberg (1808–1869) író
- Gerard David festő
- Étienne Davignon üzletember
- René-Philippe Dawant újságíró
- Norbert De Batselier politikus
- Jean-Pierre de Beaulieu – belga születésű ausztrál generális
- Frank De Bleeckere – labdarúgó-játékvezető
- Glen De Boeck – labdarúgó
- Charles de Broqueville politikus
- Henri de Brouckère politikus
- Jules de Burlet politikus
- Bernard du Bus de Gisignies politikus
- Philippe de Champaigne festő
- Charles Cluytens karmester
- Jan Decleir színész
- Stefaan De Clerck politikus
- Willy De Clercq politikus
- Philippe de Commines történész
- Herman de Coninck író
- Vincent de Coorebyter politológus
- Charles De Coster (1827–1879) író
- Herman De Croo politikus
- Armand De Decker politikus
- Jean-Marie Dedecker politikus
- Léon Defosset politikus
- Jean Defraigne politikus
- Cécile de France színész
- Magda De Galan politikus
- Julius de Geyter (1830–1905) író
- Xaveer De Geyter építész
- Michel de Ghelderode (1898–1962) író
- Arthur De Greef – zongorista, zeneszerző
- Léon Degrelle politikus
- Bob De Groot képregényrajzoló, forgatókönyvíró
- Marc Degryse – labdarúgó
- Karel De Gucht politikus
- Jean-Luc Dehaene politikus
- Robbe De Hert (1942–2020) filmrendező
- Jean-Maurice Dehousse politikus
- Anne Teresa de Keersmaeker koreográfus
- Raoul De Keyser absztrakt festő
- Véronique De Keyser politikus
- Carl de Keyzer – fotográfus
- Véronique De Kock modell (Antwerpenben született)
- Jaak De Koninck festő
- Lodewijk de Koninck (1838–1924) író
- Léon Delacroix politikus
- Jean-Charles de la Faille matematikus
- Charles Jean de la Vallée-Poussin matematikus
- Olivier Deleuze politikus
- Pierre Deligne matematikus
- Laurent Delorge – labdarúgó
- Francis Delpérée politikus
- André Delvaux filmrendező, színész
- Paul Delvaux – szürrealista festő
- Jean Delville – szimbolista festő
- Pascal Delwit politológus
- Hendrik de Man politikus
- Mark De Man labdarúgó
- Gustave de Molinari közgazdász
- Pol de Mont (1857–1931) író
- Rudy Demotte politikus
- Armand Denis filmrendező
- Gérard Deprez politikus
- Émilie Dequenne színész
- Pierre François Xavier de Ram történész
- Cypriano de Rore zeneszerző
- Dominique Deruddere filmrendező
- Erik Derycke politikus
- Claude Desama politikus
- Olivier Deschacht labdarúgó
- Paul Deschanel politikus
- Georges Désir politikus
- Gustave De Smet expresszionista festő
- Josquin des Prez zeneszerző
- Alain Destexhe politikus
- Charles de Tornaco – autóversenyző, Formula–1
- Jean-Pierre Detremmerie politikus
- Mia De Vits politikus
- Eric De Vlaeminck – cyclo-cross kerékpárversenyző
- Roger De Vlaeminck kerékpár-versenyző
- Franz de Voghel politikus
- Raymond Devos, belgiumi születésű francia humorista
- Patrick Dewael politikus
- Filip Dewinter politikus
- Giaches de Wert zeneszerző
- Frank De Winne – űrhajós
- Tanja Dexters modell
- Paula D'Hondt politikus
- Victor d'Hondt jogász, matematikus
- Marc Didden filmrendező
- Karel Dillen politikus
- Koenraad Dillen politikus
- Elio Di Rupo politikus
- Olivier Doll – labdarúgó
- Didier Donfut politikus
- François-Xavier de Donnea politikus
- Maria Doolaeghe (1803–1884) író
- Vera Dua politikus
- Abel Dubois politikus
- Daniel Ducarme politikus
- Germain Dufour politikus
- Barthélemy Charles Joseph du Mortier botanikus
- Auguste Dupont - zeneszerző
- Jacques Dupuis – jezsuita teológus (vallások közti dialógus)
- Antoine Duquesne politikus
- François Duquesnoy szobrász
- Isabelle Durant politikus
- Hélène Dutrieu kerékpár-versenyző
- François Duval autóversenyző,
- Jean-Pierre Duvieusart politikus

## E, É
- Georges Eekhoud író
- Claude Eerdekens politikus
- Lamoraal van Egmont politikus
- Saïd El Khadraoui politikus
- Willem Elsschot író
- Koenraad Elst újságíró
- Édouard-Jean Empain üzletember
- James Ensor festő
- Stefan Everts – többszörös motokrossz-világbajnok
- Gaston Eyskens politikus
- Mark Eyskens politikus

## F
- Jan Fabre szobrász
- Valmy Féaux politikus
- Daniel Féret politikus
- François Joseph Fétis zeneszerző
- Jacques Feyder filmrendező
- Jean-Michel Folon szobrász
- Michel Foret politikus
- George Forrest üzletember
- Théodore Fourmois festő
- Richard Fournaux politikus
- César Franck, Párizsban működő belga zeneszerző
- Albert Frère – üzletember, self made man
- Paul Frère – autóversenyző, Formula–1
- Walthère Frère-Orban politikus
- Dirk Frimout – az első belga asztronauta

## G
- Jaak Gabriëls politikus
- Louis Prosper Gachard történész
- Bertrand Gachot autóversenyző
- Henri Gaillot ellenálló
- Alexandre Galopin - a Société Générale de Belgique igazgatója
- François-Louis Ganshof történész
- Gaston Geens politikus
- Jef Geeraerts író
- Jonas Geirnaert filmrendező
- Philippe Geluck humorista
- Olivier Gendebien autóversenyző
- Eric Gerets – labdarúgó
- Jacques Germeaux politikus
- Silvio Gesell üzletember
- Guido Gezelle író
- Marnix Gijsen (1899–1984) író
- Marie Gillain színész
- Matthew Gilmore – ausztrál származású belga kerékpárversenyző
- Paul Gilson - zeneszerző
- Albert Goblet d’Alviella politikus
- Noël Godin, ("Monsieur Gloup-Gloup") humorista
- Christian Goethals – autóversenyző, Formula–1
- Raymond Goethals – labdarúgóedző
- Karel Goeyvaerts zeneszerző
- Jean Gol politikus
- Nicolas Gombert zeneszerző
- Bart Goor – labdarúgó
- Didier Gosuin politikus
- Olivier Gourmet színész
- Jean-Pierre Grafé politikus
- Zénobe Gramme – elektromérnök
- George Grard szobrász
- André Grétry zeneszerző
- Mathieu Grosch politikus
- Brigitte Grouwels politikus
- Arthur Grumiaux – hegedűművész
- Georges Grün – labdarúgó

## H
- Patrick Haemers hírhedt bűnöző
- Paul Hankar (1859–1901) építész
- Jean-Pierre Hansen (1948–) üzletember, az Electrabel egyik vezetője
- Michel Hansenne politikus
- Jean-Marie Happart politikus
- José Happart politikus
- Pierre Harmel politikus
- Jacqueline Harpman író
- Hervé Hasquin politikus
- Arthur Haulot politikus
- Pierre Hazette politikus
- Fanny Heldy énekesnő (szoprán)
- Justine Henin – teniszező, olimpiai bajnok, hatszoros Grand Slam egyéni bajnok
- Kristien Hemmerechts író
- Audrey Hepburn, Belgiumban született angol színésznő
- Rob Heyvaert – üzletember, a Capco megalapítója
- Freddy Horion – gengszter, hatszoros gyilkos
- Victor Horta (1861–1947) építész
- Geert Hoste humorista
- Phaedra Hoste modell
- Alain Hutchinson politikus
- Timothy Hutsebaut – filozófus, szociális munkás
- Camille Huysmans politikus
- Evelyne Huytebroeck politikus

## I, Í
- Jacky Ickx autóversenyző
- Oleg Iachtchouk – labdarúgó (ukrán – belga)

## J
- Joseph Jacob - zeneszerző
- Georges Jacobs üzletember
- Victor Jacobs politikus
- Cornelius Jansen – érsek, teológus (Janzenizmus)
- Paul-Émile Janson politikus
- Jean-Baptiste Janssens – a jezsuiták 27. nagygenerálisa
- Henri Jaspar politikus
- Camille Jenatzy autókonstruktőr és autóversenyző*
- Pierre Jonckheer politikus
- Joseph Jongen zeneszerző
- Léon Jongen zeneszerző
- Gustaaf Joos – kardinális
- Jacob Jordaens festő

## K
- Murat Kaplan hírhedt bűnöző
- Fernand Khnopff – szimbolista festő
- Vincent Kompany – labdarúgó
- Bert Kruismans humorista
- Serge Kubla politikus
- Sigiswald Kuijken – hegedűművész, rendező
- Harry Kümel filmrendező

## L
- Christian Labeau színházi rendező, színész
- Jacky Lafon színész
- Henri La Fontaine – politikus (Nobel békedíjas, 1913)
- Julien Lahaut (1884–1950) a kommunista párt elnöke, meggyilkolták
- Roger Lallemand politikus
- Auguste Lambermont politikus
- Karl-Heinz Lambertz politikus
- Renaat Landuyt politikus
- Raymond Langendries politikus
- Paul Lannoye politikus
- Tom Lanoye író
- Orlande de Lassus (Orlandus Lassus/Orlando di Lasso),
- Willy Lauwers kerékpár-versenyző
- Viktor Lazlo énekesnő
- Constantin Le Paige matematikus
- Karel Lodewijk Ledeganck (1805–1847) író
- Joseph Lebeau politikus
- Edmond Leburton politikus
- Pierre Leemans zeneszerző, rendező
- Theodore Lefevre politikus
- Arthur Legat – autóversenyző, Formula–1
- Jonathan Legear – labdarúgó
- Bas Leinders autóversenyző,
- Guillaume Lekeu zeneszerző
- Gerard Leman tábornok - az első világháborúban Liège védelmét vezette a német támadással szemben
- Camille Lemonnier író
- Benoît Lengelé – orvos 
elsőként hajtott végre részleges arctranszplantációt
- André-Mutien Léonard érsek
- Anouck Lepere, szupermodell (született Antwerpenben)
- Leonardus Lessius jezsuita teológus
- Yves Leterme politikus
- Roland Lethem filmrendező
- Roland Liboton – cyclo-cross kerékpár-versenyző
- Eugeen Liebaut építész
- Suzanne Lilar regény- és drámaíró (1901–1992)
- Limbourg fivérek – illusztrátorok
- I. Lipót belga király
- II. Lipót belga király
- III. Lipót belga király
- Maurice Lippens üzletember
- Justus Lipsius – klasszika-filológus
- Anne-Marie Lizin politikus
- Jacques Loeillet – barokk zeneszerző
- Jean-Baptiste Loeillet de Ghent – barokk zeneszerző
- Charles Loos zeneszerző
- Jean-Claude Lorquet vegyész
- Marcel Louette (1907–1978) ellenálló
- Michel Louette – ornitológus
- Rosalie Loveling (1834–1875) író
- Virginie Loveling (1836–1923) író
- Alfred Lowenstein (1877–1928), katona, repülő, sportoló, feltaláló
- Romelu Lukaku, labdarúgó
- Benoît Lutgen politikus
- Guy Lutgen politikus

## M
- Xavier Mabille történész
- Maurice Maeterlinck – író (Nobel-díjas, 1911)
- René Magritte – szürrealista festő
- Philippe Mahoux politikus
- Olivier Maingain politikus
- Willy Mairesse – autóversenyző, Formula–1
- Xavier Malisse teniszező
- Jules Malou politikus
- Joseph Maréchal – filozófus, pszichológus
- Benoît Mariage filmrendező* Jean-Claude Marcourt politikus
- Marcel Mariën – szürrealista író
- Martell Károly
- Ludo Martens történész, politikus
- Sandy Martens – labdarúgó
- Wilfried Martens politikus
- Guy Mathot politikus
- Hugo Matthysen író
- Philippe Maystadt politikus
- Stephanie Meire modell
- Xavier Mellery – szimbolista festő
- Hans Memling festő
- Jef Mennekens író
- Gerardus Mercator – geográfus
- Désiré-Joseph Mercier – kardinális
- Eddy Merckx – minden idők legnagyobb kerékpárosának tartott kerékpáros
- Kris Merckx politikus
- Joseph Mermans labdarúgó
- Gregory Mertens labdarúgó (1991 - 2015)
- Pierre Mertens író
- Wim Mertens zeneszerző
- Kwinten Metsys (Quentin Matsys/Quentin Massys) festő
- Constantin Meunier szobrász
- Henri Michaux – költő és festő
- Charles Michel politikus
- Louis Michel politikus
- Ivo Michiels író
- André Milhoux – autóversenyző, Formula–1
- Richard Miller politikus
- Joëlle Milquet politikus
- George Minne szobrász
- Dominique Monami teniszező
- Philippe Monfils politikus
- Jacky Morael politikus
- Yolande Moreau színész
- Anne Morelli történész
- Patrick Moriaux politikus
- Erwin Mortier – költő, regényíró, esszéíró
- Chantal Mouffe politológus
- Emile Mpenza labdarúgó
- Mbo Mpenza labdarúgó
- Philippe Moureaux politikus
- Serge Moureaux politikus
- Felix Amand de Muelenare politikus

## N
- Georges Nagelmackers üzletember
- I. Károly frank császár (Charlemagne)
- Patrick Nève – autóversenyző, Formula–1
- Annemie Neyts-Uyttebroeck politikus
- Floribert N'Galula labdarúgó
- Jean-Marc Nollet politikus
- Jacob Clemens Non Papa zeneszerző
- Amélie Nothomb író
- Charles-Ferdinand Nothomb politikus
- Jean-Baptiste Nothomb politikus
- Paul Nougé – szürrealista író
- Tom Nuyens, antwerpeni szupermodell, az első Mister World (1996)

## O
- Johannes Ockeghem zeneszerző
- Stan Ockers kerékpár-versenyző
- Luis Oliveira – labdarúgó
- Laurette Onkelinx politikus
- Abraham Ortelius – geográfus
- Paul Otlet – információs (?) építész

## P
- Ingrid Parewijck modell
- Tristan Peersman – labdarúgókapus
- Constant Permeke expresszionista festő
- Ann Petersen színész
- Ellen Petri modell
- Jean-Marie Pfaff – labdarúgókapus
- Joseph Pholien politikus
- Charles Picqué politikus
- Hubert Pierlot politikus
- Luigi Pieroni – labdarúgó
- Théodore Pilette autóversenyző,
- André Pilette – autóversenyző, Formula–1
- Teddy Pilette (1942–) – autóversenyző, Formula–1
- Georges Pire – domonkos rendi pap, Nobel-békedíjas (1958)
- Henri Pirenne történész
- Octave Pirmez író
- Joseph Plateau – fizikus
- Benoît Poelvoorde színész
- Edgard Potier – pilóta a második világháborúban
- Prosper Poullet politikus
- Pieter Pourbus festő
- Henri Pousseur zeneszerző
- Bart Preneel – kriptográfus
- Michel Preud’homme –labdarúgókapus
- Ilya Prigogine – Oroszországban született elméleti vegyész, kémiai Nobel-díjas 1977
- Silvio Proto – labdarúgókapus
- Anne Provoost író

## Q
- Adolphe Quetelet matematikus és statisztikus

## R
- Jean Ray író
- Natacha Régnier színész
- Django Reinhardt roma származású dzsessz-gitáros
- Alphonse Francois Renard – geológus és petrográfus
- Jérémie Renier színész
- Jules Renkin politikus
- Frans Rens (1805–1874)
- Jean Rey politikus
- Didier Reynders politikus
- Frédérique Ries politikus
- Vincent Rijmen – kriptográfus (Advanced Encryption Standard (AES), Rijndael)
- Paul Robbrecht építész
- Christophe Rochus teniszező
- Olivier Rochus teniszező
- Albrecht Rodenbach író
- Georges Rodenbach – szimbolista költő és regényíró
- Charles Rogier politikus
- Gustave Rolin-Jaequemyns
V. Ráma (Thaiföld) tanácsadója
- Félicien Rops festő
- Maria Rosseels (1916–2005) író
- Cédric Roussel – labdarúgó
- Peter Paul Rubens festő
- Kate Ryan énekesnő

## S
- Paul Saintenoy (1862–1952) építész
- Jean-Michel Saive – asztaliteniszező
- Philippe Saive – asztaliteniszező
- Adolphe Sax – a szaxofon feltalálója
- Lieven Scheire humorista
- Hugo Schiltz (1927–2006) politikus
- François Schollaert politikus
- Jan Pieter Schotte kardinális
- Jean Schramme zsoldos
- Enzo Scifo – labdarúgó, edző
- Tony Sergeant – labdarúgó
- Urbain Servranckx (Urbanus) humorista
- Francis Severeyns – labdarúgó
- Ingrid Seynhaeve modell
- Georges Simenon író
- Jacques Simonet politikus
- Marie-Dominique Simonet politikus
- Timmy Simons – labdarúgó
- Jan Lambrecht Domien Sleeckx (1818–1901) író
- Jef Sleeckx politikus
- Miet Smet politikus
- Paul de Smet de Naeyer politikus
- Joël Smets – háromszoros 500 cm3-es motokrossz-világbajnok
- Kathleen Smets triatlon-világbajnok (2005)
- Ferdinand Augustijn Snellaert (1809–1872) író
- August Snieders (1825–1904) író
- Frans Snyders (1579-1657) festő
- Jan Renier Snieders (1812–1888) író
- Wesley Sonck – labdarúgó
- Ernest Solvay vegyész
- Bart Somers politikus
- Antoinette Spaak politikus
- Paul-Henri Spaak politikus
- Guy Spitaels politikus
- Lorenzo Staelens labdarúgó
- Bart Staes politikus
- Jean Stas vegyész
- Stéphane Steeman humorista
- Dirk Sterckx politikus
- Steve Stevaert politikus
- Simon Stevin matematikus, mérnök
- Stijn Stijnen – labdarúgókapus
- Henri Storck filmrendező
- Reimond Stijns (1850–1905) író
- Gustave Strauven (1878–1919) építész
- Olivier Strebelle szobrász
- Stijn Streuvels író
- Branko Strupar labdarúgó
- Leo Jozef Suenens kardinális
- Frank Swaelen politikus
- Jacques Swaters – autóversenyző, Formula–1

## Sz
- Szent Nivelles-i Gertrúd
- Szent Lambert
- Szent Gudula – Belgium védőszentje
- Szent Berchmans János
- Szent Hubertus

## T
- André Tacquet matematikus
- Willy Taminiaux politikus
- Martine Tanghe újságíró
- Marc Tarabella politikus
- Thierry Tassin autóversenyző,
- Levina Teerlinc - 16. századi miniatúrafestőnő
- Herman Teirlinck író
- Isidoor Teirlinck (1851–1934) író
- David Teniers, ifj. festő
- Georges Theunis politikus
- Antoine Thomas matematikus és asztronómus (Kína)
- Manu Thoreau humorista
- Guy Thys – labdarúgóedző
- Marianne Thyssen politikus
- Joseph Tilly matematikus
- Felix Timmermans író
- Leo Tindemans politikus
- Jacques Tits matematikus
- Bruno Tobback politikus
- Louis Tobback politikus
- Törös Annelies modell, Miss Belgium 2015, Miss Universe Belgium 2015
- Luc Tuymans festő

## U
- Robert Urbain politikus

## V
- Nico Vaesen – labdarúgókapus
- Achille Van Acker politikus
- Jacob van Artevelde politikus
- Harry Van Barneveld judoka
- Jan van Beers (1821–1888) író
- Gilbert Van Binst labdarúgó
- Daniel Van Buyten labdarúgó
- Jean-Claude Van Cauwenberghe politikus
- Didier van Damme zeneszerző
- Ivo Van Damme atléta
- Jean-Claude Van Damme színész
- Johan Vande Lanotte politikus
- Erwin Vandenbergh – labdarúgó
- Hugo Vandenberghe politikus
- Paul Vanden Boeynants politikus
- Anthony Vanden Borre – labdarúgó
- Freya Van den Bossche politikus
- Luc Van den Bossche politikus
- Luc Vandenbrande politikus
- Frank Vandenbroucke politikus
- Jules Vandenpeereboom politikus
- Constant Vanden Stock – az RSC Anderlecht klub játékosa, elnöke, majd tiszteletbeli elnöke
- Roger Vanden Stock – az RSC Anderlecht klub elnöke
- Eric van de Poele – autóversenyző, Formula–1
- Alain Van der Biest politikus
- Franky Van Der Elst – labdarúgó, edző
- Yves Vanderhaeghe – labdarúgó
- Isabel Vanderheeren színházi rendező
- Tomas Van Der Heijden – hírhedt bűnöző (műalkotáslopások)
- Marleen Vanderpoorten politikus
- Kevin Van Der Perren műkorcsolyázó
- Henry van de Velde (1863–1957) építész
- Emile Vandervelde politikus
- Aloïs van de Vyvere politikus
- Jean-Sylvain van de Weyer politikus
- Karel van de Woestijne író
- Frits Van den Berghe – expresszionista festő
- Hugo van der Goes festő
- Rogier van der Weyden (aka Rog(i)er de la Pasture), festő
- Gustave Van de Woestijne festő
- Prudens van Duyse (1804–1859) író
- Sir Anthony Van Dyck (Antoon van Dyck) festő
- Raoul Vaneigem író
- Ann Van Elsen modell
- Jan van Eyck festő
- Rob Van Eyck filmrendező
- Gunter Van Handenhoven – labdarúgó
- Marie-José Van Hee építész
- Johan Baptista van Helmont – kémikus, pszichológus és fizikus
- Paul Van Himst labdarúgó, edző
- Peter Frans Van Kerckhoven (1818–1857) író
- Wim Vandekeybus koreográfus
- Erik Van Looy filmrendező
- Jacob van Maerlant író
- Martin van Meytens flamand származású svéd festő
- Paul Van Ostaijen író
- Philippe van Parijs üzletember
- Bruno van Pottelsberghe (1968–) üzletember
- Bob Van Reeth építész
- Jan Theodoor van Rijswijck (1811–1849) író
- Jozef-Ernest van Roey – kardinális
- Adriaan van Roomen matematikus
- Jan Van Steenberghe – labdarúgó
- Hans Van Themsche hírhedt bűnöző
- Bart Veldkamp gyorskorcsolyázó
- Robert Jan Verbelen (1911–1990) – náci kollaboráns, Alexandre Galopin üzletember gyilkosa
- Ferdinand Verbiest jezsuita misszionárius Kínában, asztronómus
- Alex Vercauteren – Karel Van Noppen gyilkosa
- Franky Vercauteren – labdarúgó, edző
- Irina Veretennicoff fizikus
- Émile Verhaeren író
- Fernand Verhaegen – a vallon folklór festője
- Peter Verhelst író
- Gert Verheyen – labdarúgó
- Jan Verheyen filmrendező
- Guy Verhofstadt politikus
- Peter Verhoyen fuvolaművész
- Inge Vervotte politikus
- Arthur Vierendeel – mérnök, feltaláló
- Henri Vieuxtemps zeneszerző
- Kristof Vliegen teniszező
- Philippe Volter színész
- Bernard Voorhoof – labdarúgó

## W
- Jules Wabbes (1919–1974) építész
- Egide Walschaerts – mérnök, feltaláló
- Baron Gerard Walschap író
- André Waterkeyn – mérnök, a legismertebb műve az Atomium
- Melchior Wathelet politikus
- Josip Weber – labdarúgó
- Antoine Wiertz festő
- Adrian Willaert zeneszerző
- Freddy Willockx politikus
- Marc Wilmots – labdarúgó
- Charles Woeste politikus
- Anne Wolf zongoraművész
- Rik Wouters szobrász

## Y
- Yvan Ylieff politikus
- Marguerite Yourcenar, Belgiumban született francia regényíró
- Eugène Ysaÿe hegedűművész, zeneszerző

### Zenészek és énekesek
- Geike Arnaert – Hooverphonic
- Natacha Atlas
- Tom Barman – dEUS
- Claude Barzotti
- Guido Belcanto
- Plastic Bertrand (Roger Jouret)
- Julos Beaucarne
- Sarah Bettens – K's Choice
- Jeff Bodart
- Sandy Boets – Touch of Joy, Xandee
- Jo Bogaert – Technotronic
- Alex Callier – Hooverphonic
- Fud Candrix
- Stef Kamil Carlens – Zita Swoon
- Philippe Catherine
- Miel Cools
- Annie Cordy
- Kris de Bruyne
- Jeanine Deckers, aka The Singing Nun, vagy Soeur Sourire
- Wim Decraene
- Jean-Luc De Meyer – Front 242
- Luc De Vos – Gorki
- David Dewaele – Soulwax, 2 Many DJ's
- Stephen Dewaele – Soulwax, 2 Many DJ's
- Jan De Wilde
- Elmore D
- Maurice Engelen – Praga Khan, Lords of Acid
- Peter Evrard – Idool 2003 győztese/ a Pop Idol belga megfelelője
- Lara Fabian
- Jean-Luc Fonck
- Frédéric François
- Stéphane Galland
- Ferre Grignard
- Piet Goddaer – Ozark Henry
- Rita Gorr – mezzószoprán
- Philippe Herreweghe – rendező
- Arno Hintjens – TC Matic
- Bobby Jaspar
- Sandra Kim
- Danni Klein – Vaya Con Dios
- Steven Kolacny – Scala & Kolacny Brothers
- Stijn Kolacny – Scala & Kolacny Brothers
- Flip Kowlier
- Philippe Lafontaine
- Fred Lani – Fred and the Healers
- Fud Leclerc
- Jo Lemaire
- Jan Leyers – Soulsister
- Lio
- Charles Loos
- Helmut Lotti
- Maurane
- Wim Mertens
- Stijn Meuris – Noordkaap, Monza
- Paul Michiels – Soulsister
- Brian Molko – Placebo
- Marc Moulin – Telex
- Deborah Ostrega – Lords of Acid
- Mauro Pawlowski – Evil Superstars, dEUS
- Bart Peeters – The Radios
- Axl Peleman – Ashbury Faith, Camden
- Jacques Pelzer
- Belle Perez
- Pol Plançon – basszus
- Pierre Rapsat
- Axelle Red
- Bobbejaan Schoepen
- Jonas Steur – Trance DJ and Producer
- Jasper Steverlynck – Arid
- Daan Stuyven – Dead Man Ray
- Toots Thielemans
- René Thomas
- Rudy Trouvé
- Will Tura
- Luc Van Acker of The Revolting Cocks
- Urbanus van Anus
- Wouter Van Belle – producer
- Frank Van Der Linden – De Mens
- Tim Vanhamel – Evil Superstars, Eagles of Death Metal, milliomos
- Raymond van het Groenewoud
- Marcel Vanthilt – Arbeid Adelt!
- Eddy Wally
- Koen Wauters – Clouseau
- Kris Wauters – Clouseau
- Mike Dierickx, aka MIKE – Trance DJ és producer

## Teológusok, papok, szerzetesek
- Henry of Ghent – középkori filozófus
- Pierre-Lambert Goossens – kardinális
- Everard Mercurian, a jezsuiták 4. nagygenerálisa
- Charles de Noyelle, a jezsuiták 12. nagygenerálisa
- Brother René Stockman – a Könyörületes Barátok Rendjének főgenerálisa

## Ellenállók
- Albert Guérisse (1911–1989)
- Arthur Haulot (1913–2005)
- Andrée "Dédée" de Jongh (szül. 1916)
- Georges Piron (1888–1943)
- Edgard Potier (1903–1944)
- Suzanne Spaak (1905 (?)-1944)
- Gabrielle Weidner (1914–1945)
- Johan Hendrik Weidner (1912–1994)
- Henri Reynders (Dom Bruno) (1903–1981)

## Tudomány

### más tudományágak
| - Christian De Duve – Nobel-díjas – gyógyszerészeti, 1974 - John of Gaunt, Lenchester első hercege, született Gentben - Adrien de Gerlache – felfedező - Jan Baptist van Helmont – kémikus, pszichológus és fizikus - Corneille Heymans – Nobel-díjas – gyógyszerészeti, 1938 - Albert Hustin – orvos doktor, első nem direkt transzfúzió alkalmazója - Paul Janssen - Georges Lemaître – pap, asztronómus, A Nagy Bumm teória első beterjesztője - Lévi-Strauss, Belgiumban született francia tudós | - Joseph Plateau – fizikus - Gregory of Saint-Vincent - Louis-Joseph Seutin – sebész - Catherine Verfaillie – kutató - Jos Verhulst – tudós, filozófus - Andreas Vesalius – anatómus - Marc Waelkens – archeológus - Luce Irigaray – Belgiumban született francia filozófus |

## Sport

### Kerékpározás
(mountainbike és cyclo-cross is)
| - Fred de Bruyne kerékpár-versenyző - Freddy Maertens kerékpár-versenyző - Romain Maes kerékpár-versenyző - Filip Meirhaeghe – mountain bike kerékpár-versenyző - Axel Merckx – kerékpár-versenyző, Eddy Merckx fia | - Jean-Pierre Monseré kerékpár-versenyző - Johan Museeuw kerékpár-versenyző - Sven Nys – cyclo-cross kerékpár-versenyző - Alberic Schotte kerékpár-versenyző - Patrick Sercu kerékpár-versenyző - Andrei Tchmil – ukrán származású belga kerékpár-versenyző - Philippe Thys kerékpár-versenyző - Lucien Van Impe kerékpár-versenyző - Frank Vandenbroucke kerékpár-versenyző - Rik Van Looy kerékpár-versenyző - Rik Van Steenbergen - Bart Wellens – cyclo-cross kerékpár-versenyző |

### Judo
- Ingrid Berghmans – judoka, olimpiai bajnok
- Ilse Heylen – judoka
- Gella Vandecaveye – judoka
- Robert Van De Walle – judoka, olimpiai bajnok
- Ulla Werbrouck – judoka, olimpiai bajnok

### Motokrossz
- Roger DeCoster – ötszörös 500 cm3-es motokrossz-világbajnok
- Georges Jobé – ötszörös motokrossz-világbajnok
- Joël Robert – hatszoros 250 cm3-es motokrossz-világbajnok
- Eric Geboers

### Úszás
- Brigitte Becue – úszó
- Fred Deburghgraeve – úszó, olimpiai bajnok
- Ingrid Lempereur – úszó

### Atlétika
- Kim Gevaert – Európa-bajnok 100 és 200 méter
- Tia Hellebaut – Európa- és olimpiai (2008, Peking) bajnok magasugró
- Karel Lismont
- Emiel Puttemans
- Gaston Roelants – olimpiai bajnok
- Patrick Stevens

### Triatlon
- Luc Van Lierde – kétszeres triatlon-világbajnok és Ironman-győztes
- Marc Herremans – kerekesszékes triatlonbajnok

### Egyéb
| - Annelies Bredael – evezős - Raymond Ceulemans – biliárdjátékos - Patrick Niessen – biliárdjátékos - Nathalie Descamps – tollaslabda-játékos - Karolien Gielen – többszörös belga bajnok szinkronúszásban - Wendy Jans – snookerjátékos, IBSF női világbajnok (2006) - Tony Parker – kosárlabdázó (NBA) - Jacques Rogge – IOC-elnök - Muriel Sarkany – hegymászó - Paul Van Asbroeck – lövész - Hubert Van Innis – íjász - Gery Verbruggen – tekéző - Ann Wauters – kosárlabdajátékos (WNBA) |

## Vizuális művészek

### Képregény rajzolók
| - Raoul Cauvin - Gilbert Delahaye - André-Paul Duchâteau - Dupa (Luc Dupanloup) - André Franquin - Hergé (Georges Remi) - Hermann Huppen - Herr Seele - Edgar P Jacobs - Janry (Jean-Richard Geurts) - Jijé (Joseph Gillain) - Kamagurka - Lambil (Willy Lambillote) - Roger Leloup - Marcel Marlier | - Merho - Morris (Maurice de Bevere) - Jef Nys - Eddy Paape - Peyo (Pierre Culliford) - Jean Roba - Marc Sleen (Marc Neels) - Philippe Tome (Philippe Vandevelde) - Willy Vandersteen - Jean Van Hamme - François Walthéry - Will (Willy Maltaite) |

### Divat
- Veronique Branquino
- Liz Claiborne, Belgiumban született amerikai tervező
- Ann Demeulemeester
- Carine Lauwers
- Martin Margiela
- Raf Simons
- Olivier Strelli
- Walter Van Beirendonck
- Dries Van Noten
- Dirk Van Saene
- Marina Yee

### Festők
| - Justus of Ghent festő - Roger Raveel festő - Victor Servranckx kubista festő - Frans Snyders festő - Leon Spilliaert festő - Anne-Mie Van Kerckhoven - Eugeen Van Mieghem - Bernard van Orley - Théo van Rysselberghe – neoimpresszionista |

## Külső hivatkozások
- www.famousbelgians.net